# Sulawesi

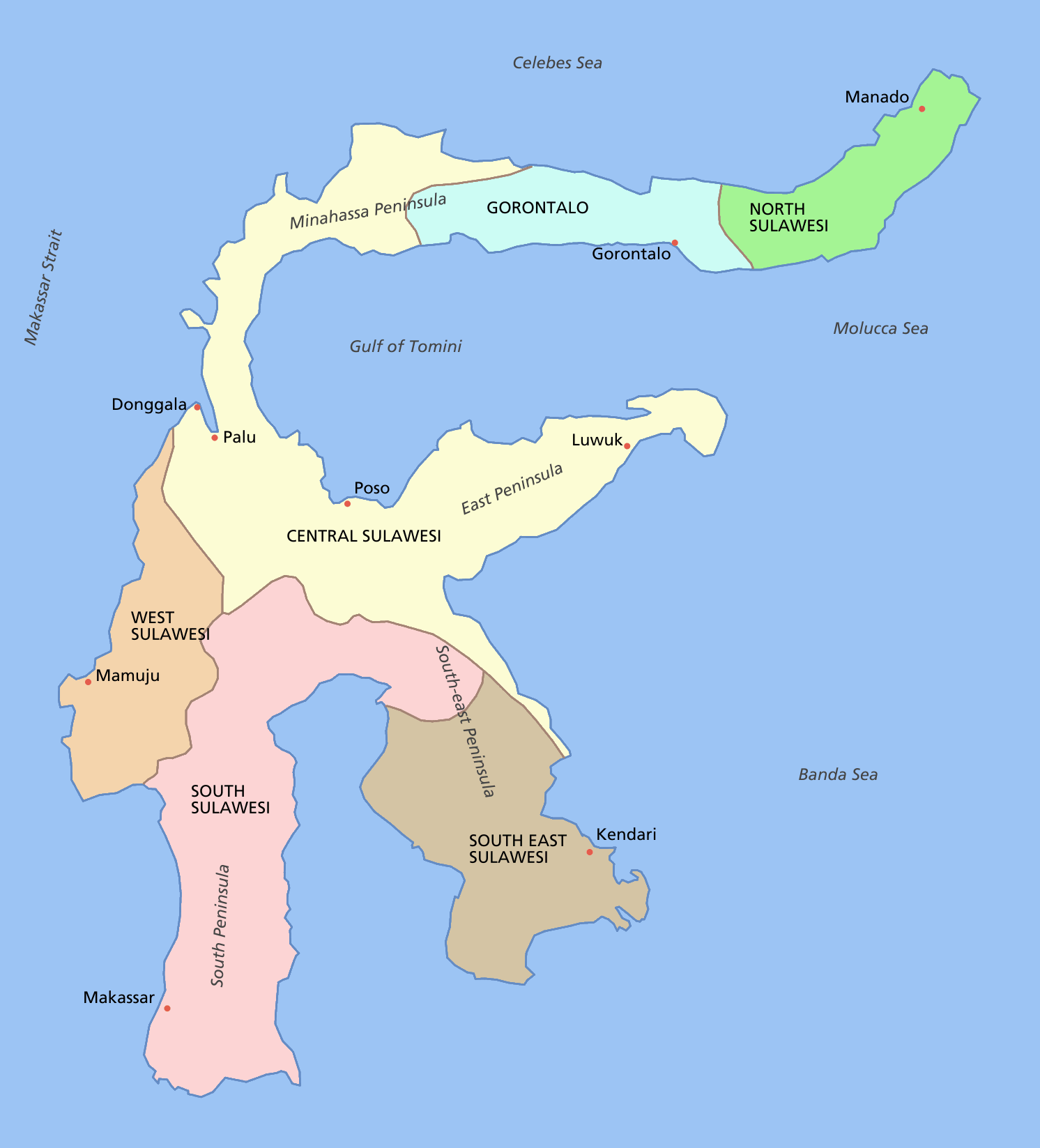
Karta över Sulawesi och dess administrativa indelning

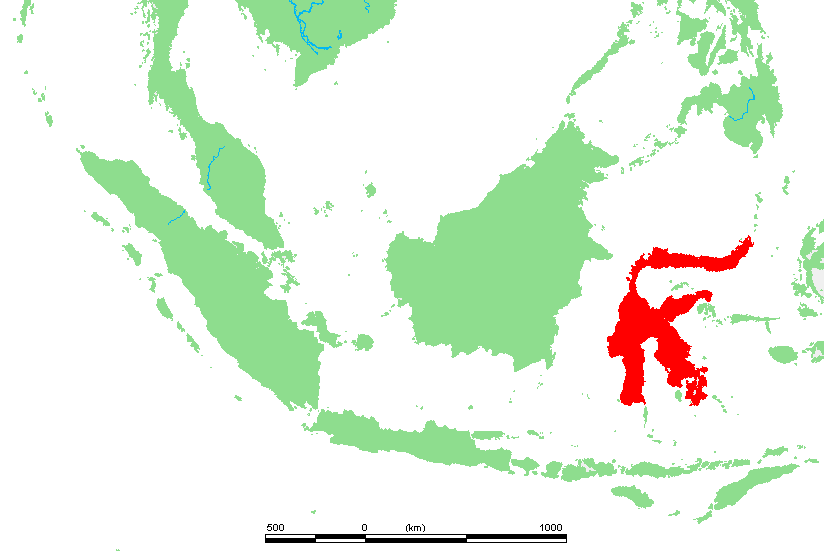
Lägeskarta; Sulawesi (röd) i centrala Indonesien

Sulawesi (tidigare Celebes) är den till storleken tredje största av malajiska arkipelagens öar. Den tillhör Indonesien. Ön täcker en yta av 174 600 km² och är världens elfte största ö.

## Geografi
Ön ligger mellan 1° 45' nord och 5° 37' syd samt 118° 49' och 125° 5' ost. Ön skiljs i väster av Selat Makkasar (Makassarsundet) från Borneo, i söder genom Flores- eller Sundasjön från de Små Sundaöarna, i öst genom Laut Maluku (Molucksjön) från Moluckerna och omgivs i norr av Laut Sulawesi (Celebessjön). Ön består av fyra landtungor, av vilka en sträcker sig mot söder, en mot sydöst, en mot nordöst och den fjärde först mot norr och sedan mot öst. Dessa landtungor skiljs av tre djupa havsvikar: Teluk Tomini, Teluk Tolo och Teluk Bone.
Sulawesis bergryggar är av vulkaniskt ursprung. 2012 listades 11 aktiva vulkaner samt flera fumaroler som ligger på den norra halvön samt på angränsande mindre öar.
Av mineraler finns här koppar, tenn, brunkol och järn.
Ön består av sex provinser, och de största städerna är Makassar på sydvästkusten och Manado i norr.

### Geologiskt ursprung
Enligt en teori som framfördes av Audley-Charles under 1980-talet var Sulawesis västra del under 200 miljoner år sammanlänkad med en landmassa där även Borneo och Sumatra ingick. Den östra delen av dagens ö tillhörde däremot en kontinent som bildades av bland annat Australien, Nya Guinea och Antarktis. Kontinenten bröts upp för cirka 90 miljoner år och östra Sulawesi kolliderade under mellersta miocen (25 miljoner år sedan) med den västra delen. Dagens landformer bildades för 19 till 13 miljoner år sedan när den australiska kontinentalplattan började röra sig norrut. Övärlden i Bandasjön flyttades i sin tur västerut mot Sundaplattan. Möjligen fanns en förbindelse till Borneo under pliocen.

### Klimat
På grund av det höga läget över havet faller mycket regn på Sulawesi. På södra kusten blåser sydöst-monsunen som ger torrt väder från maj till oktober, därefter följer nordväst-monsunen med mycket regn.

## Flora
Växtvärlden liknar den på andra öar i området. Skogarna är rika på palmer, bland vilka märks solfjäderspalmen (släktet Corypha), betelpalmen (Areca catechu) och sagopalmen (släktet Metroxylon). Bland dessa bildar dvärgpalmer och bamburör det karakteristiska skogsbeståndet. Olika fikonarter förekommer i rikt antal. Av kulturväxter odlas här ris, majs, kaffe, kakao, banan, sockerrör och tobak.

## Fauna
Sulawesi bildar en övergång mellan den australiska regionen och den asiatiska regionen. Till den australiska djurvärlden hör pungdjuren och till den asiatiska apor, kattdjur och hjortdjur. Karakteristiska djur är hjortsvinet (Babyrousa babyrussa), låglandsanoa (Bubalus depressicornis), celebessvinet (Sus celebensis) och tre arter av spökdjur. Fåglarna står närmare Asiens än Australiens.

## Administration
Ön är indelad i sex provinser, Gorontalo, Västra Sulawesi (Sulawesi Barat), Södra Sulawesi (Sulawesi Selatan), Centrala Sulawesi (Sulawesi Tengah), Sydöstra Sulawesi (Sulawesi Tenggara) och Norra Sulawesi (Sulawesi Utara).